# 约翰·布林克
约翰·布林克（英語：John Brinck，1908年9月16日—1934年5月19日），美国男子赛艇运动员。他曾代表美国参加1928年夏季奥林匹克运动会赛艇比赛，获得男子八人单桨有舵手金牌。